# Nery Pumpido
Nery Pumpido (30 de juliol de 1957) és un exfutbolista argentí que va formar part de l'equip argentí a la Copa del Món de 1982.